# 竿蓁林溪
25°09′32″N 121°27′20″E / 25.15889°N 121.45556°E
竿蓁林溪，位於台灣新北市淡水區竿蓁里的一條溪流，為淡水河的支流。該溪主流發源於坪頂路72巷底，流經棕櫚山莊、外環道路、中正東路一段127巷，過北淡路（省道台2線）竿蓁林橋及台北捷運淡水線鐵路橋後注入淡水河。 
1993年省道台2線進行擴寬工程，公路總局重建橋梁時，將橋名「竿蓁林橋」漏掉一個字而誤為「竿林橋」。雖經當地居民多次向交通部分應，至今仍未修改。
「竿蓁」原應寫為「菅蓁」，即五節芒之別名。當地住民先將其諧音寫為「芊蓁」，再誤寫為「竿蓁」。如今「外竿蓁林」、「內竿蓁林」、「竿蓁里」均已成為正式之地名與行政區劃名。